# تپه هح دوقوش
تپه هح دوقوش مربوط به دوره اشکانیان - دوره ساسانیان - سده‌های میانه و متاخر دوران‌های تاریخی پس از اسلام است و در شهرستان مراغه، بخش مرکزی، دهستان سراجوی غربی، روستای قشلاق واقع شده و این اثر در تاریخ ۷ اسفند ۱۳۸۶ با شمارهٔ ثبت ۲۱۲۵۶ به‌عنوان یکی از آثار ملی ایران به ثبت رسیده است.